# Nils Wiberg
Nils Wiberg (6 octobre 1934 à Karlsruhe - 5 avril 2007 Munich) est un chimiste allemand.

## Biographie
Après ses études et l'obtention de son doctorat, il obtient son habilitation en 1966. De « außerplanmäßigen Professor » en 1972, il devient  « außerordentlichen Professor » en 1978. 
Il travaille principalement en chimie sur les groupes d'éléments principaux et leur liens. Il a beaucoup travaillé sur le concept d'Elementcluster que l'on retrouve dans nombre de ses études et publications.
À l'université Louis-et-Maximilien de Munich, il a publié plus de 200 articles dans des revues spécialisées. Le plus important et le plus mondialement connu est son  Manuel de chimie inorganique (Lehrbuch der Anorganischen Chemie).
L'un de ses travaux les plus remarquables est l'isolation du diimide en 1972. Il a aussi isolé le trans-2-tétrazène en 1975, et isolé et stabilisé les silaethens et stabilisé les  silaketimins en 1985. En 1993 il a publié une étude sur les tetrasilyl-tetrahedro-tetrasilanet une sur les Tetrasilyl-tetrahedro-tetraalan en 1998, suivie d'une publication sur les octasilyldodecaindan en 1999. En 2004 il a publié une étude sur un disilyne relativement stable. 

## Sources
- Kürschners Deutscher Gelehrten-Kalender, 2007
- Article du Süddeutsche Zeitung du 20 avril 2007